# A Cielo Abierto
A Cielo Abierto (internationaler englischsprachiger Titel Upon Open Sky) ist ein Filmdrama von Mariana und Santiago Arriaga. Das Roadmovie, das auf einem Drehbuch ihres Vaters Guillermo Arriaga basiert, feierte Ende August 2023 bei den Internationalen Filmfestspielen in Venedig seine Premiere.

## Handlung
Der 12-jährige Salvador begibt sich  im Jahr 1993 mit seinem Vater auf eine Reise durch die Coahuila-Wüste. Ihr Ziel ist ein ausgedehntes Familientreffen, verbunden mit einer Großwildjagd. Sie laufen die leere Autobahn entlang, bis plötzliche ein LKW den Vater überfährt und anschließend Fahrerflucht begeht. Salvador überlebt unbeschadet. 
Zwei Jahre nach dem Unfalltod des Vaters, als Salvador 14 ist, lernen er und sein Bruder Fernando ihre Stiefschwester Paula kennen. Sie ist die Tochter des neuen Mannes ihrer Mutter. Gemeinsam unternehmen die Teenager einen Roadtrip in die Grenzregion zwischen Mexiko und den USA und suchen nach dem Mann, der für den Tod des Vaters verantwortlich ist.

## Produktion

### Regie und Drehbuch

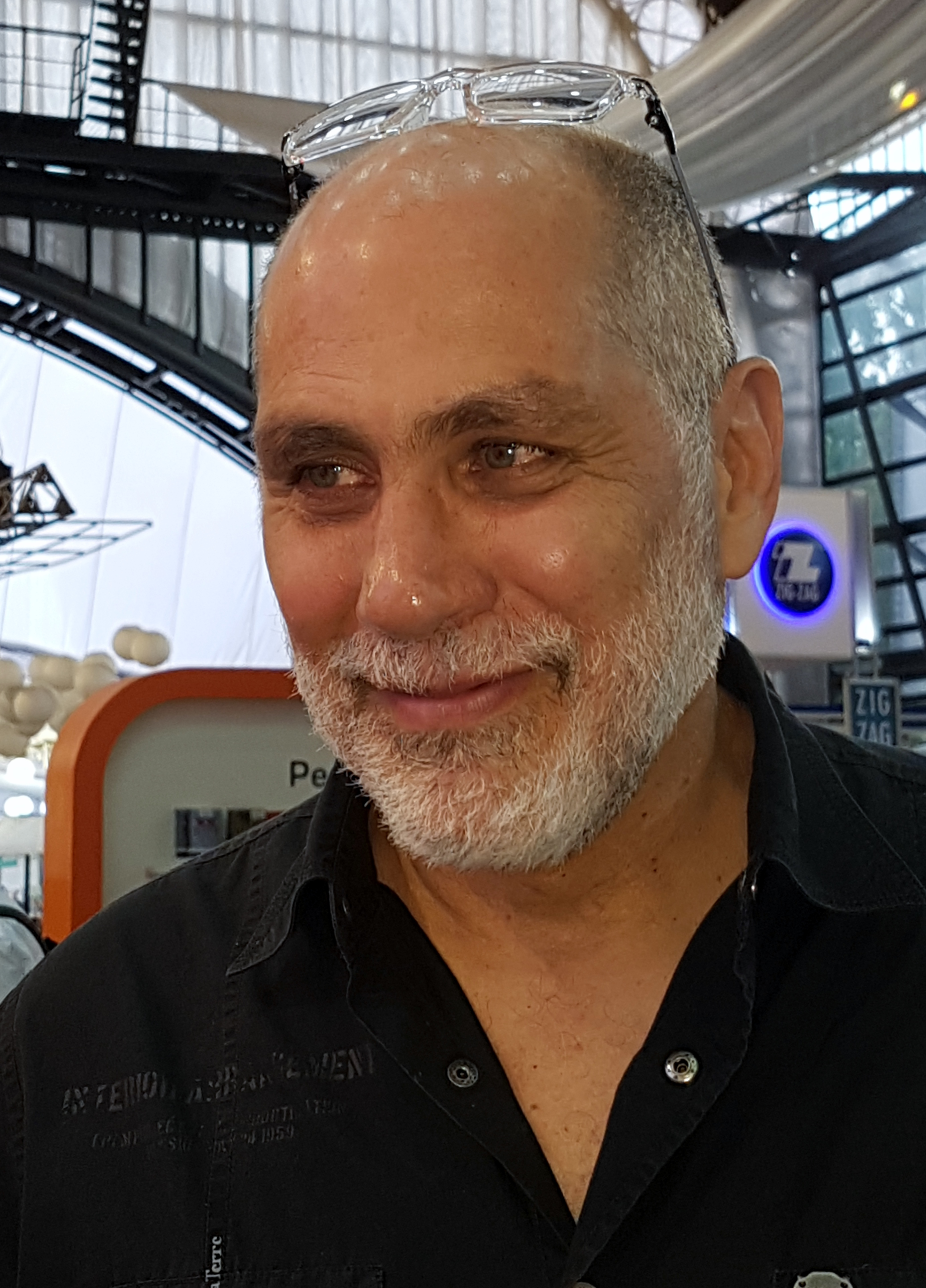
Das Drehbuch schrieb Guillermo Arriaga

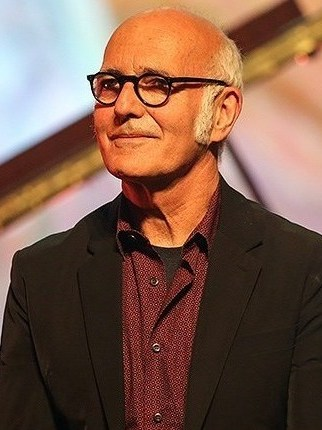
Komponist Ludovico Einaudi

Regie führten Mariana und Santiago Arriaga. Es handelt sich um das Regiedebüt der Geschwister. Das Drehbuch schrieb ihr Vater, der mexikanische Schriftsteller und Filmregisseur Guillermo Arriaga. Zu seinen früheren Arbeiten gehören die Drehbücher für den zweifach für einen Oscar nominierten Thriller 21 Gramm von Alejandro González Iñárritu und dessen Episodenfilm Babel.

### Besetzung und Dreharbeiten
Theo Goldin spielt den anfänglich 12-jährigen Salvador und Máximo Hollander seinen älteren Bruder Fernando. Für Goldin ist es die erste Filmrolle, für Hollander nach Los Herederos die zweite Rolle in einem Film. Manolo Cardona ist in der Rolle ihres Vaters zu sehen und Julio César Cedillo in der Rolle von Lucio Estrada, der ihn zu Beginn des Films überfährt. Federica García spielt Salvadors und Fernandos Stiefschwester Paula, die Tochter des neuen Mannes ihrer Mutter. In weiteren Rollen sind Sergio Mayer Mori, Cecilia Suárez und Julio Bracho zu sehen.
Der Film wurde in der Wüste des nordmexikanischen Bundesstaates Coahuila, in den Städten Saltillo und Piedras Negras sowie in Mexiko-Stadt gedreht. Über die Dreharbeiten in der Wüste sagte Guillermo Arriaga: „Wir wollten diese Landschaft in eine weitere Hauptfigur des Films verwandeln“, und die Aufnahmen seien während sengender Sonne, schwülen Nachmittagen und auch regnerischen und stürmischen Tagen bei eisigem Wind und Temperaturen unter Null entstanden. Als Kameramann fungierte Julián Apezteguia.

### Filmmusik und Veröffentlichung
Die Filmmusik komponierte der Italiener Ludovico Einaudi. Seine Musik fand zuletzt unter anderem in den Filmen Nomadland von Chloé Zhao und The Father von Florian Zeller Verwendung. Das Soundtrack-Album soll am 8. März 2024 von Decca Records als Download veröffentlicht werden. Bereits im Februar 2024 wurde vorab ein Stück mit dem Titel Confesión veröffentlicht.
Die Premiere des Films erfolgte am 30. August 2023 bei den Internationalen Filmfestspielen in Venedig. Im September 2023 wurde er beim Toronto International Film Festival gezeigt. Anfang Oktober 2024 wurde er beim Internationalen Filmfestival Schlingel vorgestellt.

## Auszeichnungen
Huelva Ibero-American Film Festival 2023
- Nominierung für den Golden Columbus im Offiziellen Wettbewerb[8]

Internationale Filmfestspiele von Venedig 2023
- Nominierung für den Venice Horizons Award (Mariana Arriaga und Santiago Arriaga)[6]